# حمانا
حمانا هي إحدى القرى اللبنانية من قرى قضاء بعبدا في محافظة جبل لبنان. وتبعد 26 كم شرق بيروت.

## أعلام
- غادة حاتم